# Levi Robert Lind
Levi Robert Lind (* 29. Juli 1906 in Trenton, New Jersey; † 22. September 2008 in Albuquerque, New Mexico) war ein US-amerikanischer klassischer Philologe.

## Leben
Levi Robert Lind, Sohn des John E. und der Lydia Nieminen Lind, belegte ein Studium der Klassischen Philologie an der University of Illinois at Urbana-Champaign, an der er 1929 seinen Bachelor-Abschluss, 1932 seinen Master-Abschluss machte, bevor er 1936 promoviert wurde. Levi Robert Lind erhielt im Anschluss einen Ruf als Associate Professor an die University of Kansas für das Fachgebiet Klassische Altertumswissenschaft. Lind – er lehrte Latein, Griechisch und Humanities – wurde später zum Distinguished Professor ernannt. Zudem war er von 1947 bis 1964 mit der Leitung des Departments of Classics betraut. 1976 schied er aus dem Universitätsdienst aus.
Levi Robert Lind – er hielt sich ausgezeichnet mit einem Fulbright-Stipendium zwischen 1954 und 1955 zu Studienzwecken in Italien auf – hatte Mitgliedschaften in der American Philological Association, der Medieval Academy of America, der Classical Association of the Middle West and South, im Archaeological Institute of America sowie der Phi Beta Kappa inne. Lind präsidierte das Central Labor Committee sowie von 1948 bis 1949 die American Federation of Labor in Lawrence. Überdies war er von 1937 bis 1941 Sekretär des American Committee der Medieval Latin Dictionary sowie Repräsentant des Advisory Council of the American Academy in Rom.
Levi Robert Lind – er beherrschte acht Sprachen fließend – war Autor sowie Herausgeber zahlreicher Bücher und übersetzte unterschiedliche Autoren aus verschiedenen Sprachen, darunter Vergil, mehrere Medizinschriftsteller der Renaissance, André Chénier und Johann Wolfgang von Goethe. Lind gab unter anderem Sammlungen zur Griechischen Tragödie, Römischen Dichtung und zur Lyrik der Italienischen Renaissance heraus. Sein Interesse galt auch der zeitgenössischen Dichtung, so veröffentlichte er Erinnerungen an Ezra Pound und andere zeitgenössische Dichter. Levi Robert Lind war selbst Dichter und veröffentlichte zwei Gedichtbände.

## Schriften (Auswahl)
- Un-hellenic elements in nonnos, University of Illinois at Urbana-Champaign, 1932
- Medieval Latin studies: their nature and possibilities, University of Kansas publications (University of Kansas press), 1941
- Epitaph for poets & other poems, Coronado Press, 1966
- Twentieth-century Italian poetry: a bilingual anthology, Bobbs-Merrill, 1974, ISBN 0-672-51409-5
- Studies in pre-Vesalian anatomy: biography, translations, documents, American Philosophical Society, 1975, ISBN 0-87169-104-3
- Lyric Poetry of the Italian Renaissance: An Anthology with Verse Translations, Textbook Publishers, 2003, ISBN 0-7581-0193-7